# Toner

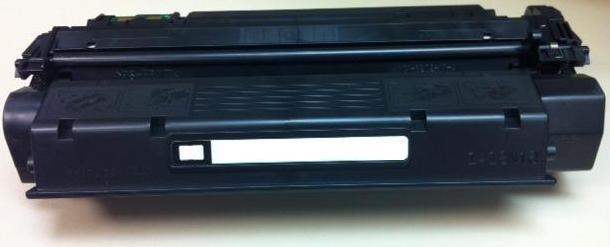
Vanligt förekommande tonerkassett i laserskrivare.

Toner är ett pulver som används i laserskrivare och fotokopiatorer för att utgöra den skrivna texten och bilderna på papper. I dess tidiga form utgjordes det av enkelt kolpulver. För att förbättra kvaliteten på utskriften mixades samt smältes kolet och en polymer.[källa behövs] Tonerpartiklarna smälts av värmevalsarna och binder till papper.